# Дьячков, Геннадий Алексеевич
Геннадий Алексеевич Дьячков (16 октября 1946—1983) — юкагирский писатель, драматург. Писал на русском языке. Служил на Тихоокеанском флоте, учился на радиотехническом факультете Красноярского политехнического института, в середине 1970-х гг. — в МГУ. Автор пьесы «Розовая чайка» («Сын охотника») (1982), поставлена в Якутске в 1983 г. (реж. А. Борисов). В 1984 г. в Якутске издан сборник, включающий автобиографическую повесть «Казбек» и 3 рассказа (в 1985 г. повесть «Казбек» переиздана в Москве).

## Творчество
- 1982 — «Розовая чайка» («Сын охотника»)
- 19?? — «Казбек»